# Phyllotrella planidorsalis
Phyllotrella planidorsalis är en insektsart som beskrevs av Andrej Vasiljevitj Gorochov 1988. Phyllotrella planidorsalis ingår i släktet Phyllotrella och familjen syrsor. Inga underarter finns listade i Catalogue of Life.